# Oscar Gelbfuhs
Oscar Gelbfuhs (Šternberk, Moràvia, 9 de novembre de 1852 - Cieszyn, Silèsia austríaca, 27 de setembre de 1877) va ser un mestre d'escacs d'Àustria-Hongria.
Va ocupar l'11è lloc al torneig d'escacs de Viena de 1873 (Wilhelm Steinitz i Joseph Henry Blackburne en foren els guanyadors).  En aquest torneig Gelbfuhs va inventar i va proposar un mètode auxiliar de puntuació per al desempat (Sonnenborn–Berger). Posteriorment una versió més senzilla, la "Puntuació de Neustadtl", es va fer àmpliament.